# Schefflera vantsilana
Schefflera vantsilana är en araliaväxtart som först beskrevs av John Gilbert Baker, och fick sitt nu gällande namn av Luciano Bernardi. Schefflera vantsilana ingår i släktet Schefflera och familjen araliaväxter.
Artens utbredningsområde är Madagaskar.

## Underarter
Arten delas in i följande underarter:
- S. v. litoralis
- S. v. vantsilana